# OŚ AZS Katowice
OŚ AZS Katowice – jednostka organizacyjna Akademickiego Związku Sportowego z siedzibą w Warszawie. Jest jedną z 17 organizacji środowiskowych AZS działających na terenie kraju.

## Barwy i gryf
Jednostka używa barw, flagi i znaków organizacyjnych AZS. Barwami jednostki są: kolor biały i bordowy. Godłem jednostki jest biały gryf na bordowym polu.

## Działalność
OŚ AZS Katowice działa w środowisku młodzieży akademickiej i szkolnej na terenie Katowic oraz województwa śląskiego.
W OŚ AZS Katowice zrzeszone są kluby uczelniane AZS, kluby środowiskowe AZS oraz środowiskowe sekcje sportowe AZS z Katowic oraz województwa śląskiego.

## Zrzeszane jednostki

### Kluby uczelniane
- AZS ATH Bielsko-Biała
- AZS BWS Bielsko-Biała
- AZS Politechnika Śląska Gliwice
- AZS Śląski Uniwersytet Medyczny Zabrze-Rokitnica
- AZS ŚWSZ Katowice
- AZS UE Katowice
- AZS UŚ Katowice
- AZS WSB Chorzów
- AZS WSB Dąbrowa Górnicza
- AZS WSPS Dąbrowa Górnicza
- AZS WSH Sosnowiec

### Kluby środowiskowe
- KŚ AZS Katowice